# Cápua
Cápua (em italiano: Capua) é uma comuna italiana da região da Campânia, província de Caserta, com cerca de 19 030 habitantes. Estende-se por uma área de 48 km², tendo uma densidade populacional de 396 hab/km². Faz fronteira com Bellona, Caserta, Castel di Sasso, Castel Morrone, Grazzanise, Piana di Monte Verna, Pontelatone, San Prisco, San Tammaro, Santa Maria Capua Vetere, Santa Maria la Fossa, Vitulazio.
Foi nesta cidade que o general cartaginês Aníbal passou o inverno durante Segunda Guerra Púnica. E em Cápua aconteceu o inesperado: Aníbal, instalado nesta cidade com toda a comodidade, interrompe a sua campanha no momento em que Roma está quase indefesa, ao alcance da sua espada. A expressão "as delícias de Cápua" passa a ser uma frase feita que refere a atitude de quem, com a vitória próxima, se entrega à moleza e a perde.
A cidade é a terra natal do papa Honório I.

## Demografia
| Variação demográfica do município entre 1861 e 2011                               |
|                                                                                   |
| Fonte: Istituto Nazionale di Statistica (ISTAT) - Elaboração gráfica da Wikipedia |